# 波士尼亞與赫塞哥維納第納爾
波士尼亞與赫塞哥維納第納爾是波士尼亞與赫塞哥維納在1992年至1998期間使用的貨幣，但實際上，波赫第納爾只在波士尼亞人控制區流通。波赫在1992年3月自南斯拉夫獨立。波赫第納爾於1992年7月開始發行，以取代南斯拉夫第納爾。兌換匯率為1波赫第納爾=10南斯拉夫第納爾。但波赫第納爾很快出現嚴重的通貨膨脹。1994年發行了第二版波赫第納爾，1新第納爾=10,000舊第納爾。但實際上波赫第納爾只在波士尼亞人控制區使用。塞爾維亞人控制地區內使用塞族共和國第納爾，克羅埃西亞人控制區內使用克羅埃西亞第納爾。1998年，波赫改使用可兌換馬克為貨幣。 